# ЛК (паровоз)
ЛК (Лазарь Каганович) — паровозы типа 1-4-2, выпущенные Коломенским заводом в 1941 году. Паровоз возможно предназначался для грузопассажирской работы, так как имел диаметр движущих колёс 1600 мм. Основой для них возможно послужила конструкция пассажирского паровоза ИС. Отличительной особенностью локомотива была повышенная нагрузка от осей на рельсы, которая составляла 23 тс. Рабочая масса паровоза достигала 141,2 т, гружённого тендера — 119,4 т. Полная же длина паровоза с тендером по буферам составляла 27 500 мм.
На испытания паровоз на скорости 63 км/ч развивал мощность в 3210 л. с., а при 54 км/ч была достигнута максимальная мощность — 3810 л. с. Минимальное же потребление пара составляло 6,6 кг/(л. с.•ч) на скорости 60 км/ч. Двухоборотный пароперегреватель позволял получить температуру перегретого пара от +360 до +380 °C. На скорости 40 км/ч паровоз был способен вести поезд весом 3200 т, а на скорости 60 км/ч — 2400 т.
Сам факт существования этих паровозов стоит под вопросом, так как данные о них были опубликованы лишь в 1947 году в одном из номеров технического журнала «Chemins de Fer». В советских источниках какая-либо информация по данному паровозу отсутствует.